# Верґінкі
Верґінкі (пол. Werginki) — село в Польщі, у гміні Ставішин Каліського повіту Великопольського воєводства.
Населення — 207 осіб (2011).
У 1975-1998 роках село належало до Каліського воєводства.

## Демографія
Демографічна структура станом на 31 березня 2011 року:
|          | Загалом | Допрацездатний вік | Працездатний вік | Постпрацездатний вік |
| -------- | ------- | ------------------ | ---------------- | -------------------- |
| Чоловіки | 108     | 22                 | 76               | 10                   |
| Жінки    | 99      | 23                 | 57               | 19                   |
| Разом    | 207     | 45                 | 133              | 29                   |